# Elophos abbreviata
Elophos abbreviata là một loài bướm đêm trong họ Geometridae.